# Julia Martínez Fernández
Julia Martínez Fernández, també coneguda com a Julita Martínez (Santander, 5 de desembre de 1931), és una actriu espanyola.

## Biografia
Sent encara una nena es trasllada amb els seus pares a Barcelona, on comença a rebre classes de declamació i interpretació, fins a debutar sobre un escenari a la fi dels anys 40.
En 1951 es trasllada a Madrid i inicia la seva carrera cinematogràfica amb Ronda española, de Ladislao Vajda. La seva trajectòria en la pantalla gran, no obstant això, no va passar de discreta, destacant títols com Hay un camino a la derecha (1953), de Francesc Rovira-Beleta, pel·lícula amb la que va obtenir el premi a la millor actriu a la 1a Setmana Internacional del Cinema de Sant Sebastià aquest any, o El último cuplé (1957), de Juan de Orduña.
A l'inici de la dècada dels seixanta decideix apartar-se de la pantalla gran per a, a partir d'aquest moment, cimentar una carrera molt més sòlida en teatre i televisió. Convertida en una de les figures més cèlebres de la pantalla petita, durant els següents anys intervé regularment en les obres de teatre televisat per TVE a través d'espais com Estudio 1 o Novela.
Tanmateix, l'èxit rotund li arriba en 1967 quan es converteix en el mestressa de casa model, abnegada mare i exemplar esposa de Carlos Muñoz, protagonista de la sèrie més aclamada d'aquella temporada: La casa de los Martínez, que es va mantenir quatre anys en pantalla i la va convertir en una de les actrius més populars del moment. Tal va ser l'acceptació per part del públic que es va rodar fins i tot una versió cinematogràfica en 1971 a càrrec d'Agustín Navarro i en la que va repetir personatge.
Després de la cancel·lació de la sèrie, Julia va centrar la seva carrera en el teatre, on actua en diverses ocasions a les ordres de José Tamayo, sense descurar alguna que una altra incursió en cinema, com la pel·lícula de Manuel Gutiérrez Aragón La mitad del cielo (1986).
Aborda, també en aquesta època una nova faceta professional: la d'actriu de doblatge, en fou especialment memorable el seu treball en la sèrie Las chicas de oro, on va prestar la seva veu a l'actriu Betty White, en el personatge de Rose Nylund.
A partir de la dècada dels noranta, torna a apuntar-se a la televisió i en els últims anys ha interpretat papers secundaris en les sèries Hostal Royal Manzanares (1996-1998), per TVE, A tortas con la vida (2005-2006) i Manolo y Benito Corporeision (2006-2007), a Antena 3.

## Trajectòria en teatre
- Crimen perfecto (1954).
- Tiestes (1956)
- Ocho mujeres (1961).
- La tercera palabra (1966)
- Oficio de tinieblas (1967)
- La gran y pequeña maniobra (1969).
- La más hermosa niña del mundo (1974)
- Buenas noches, Sabina (1975)
- El paseo del mono (1975)
- El adefesio (1976).
- Viernes, día de libertad (1977).
- Danza macabra (1981).
- Doña Rosita la soltera (1982).
- Los buenos días perdidos (1982)
- Un día de libertad (1983).
- La actriz (1984).
- El hotelito (1985).
- Paso a paso (1986).
- El huésped se divierte (1988).
- El realquilado (1989).
- Entre tinieblas (1982).
- La loba (1993).[3]
- La camisa (1995).
- Picospardo's (1995)
- Doña Rosita la soltera (1998).
- Los intereses creados (1999).
- El gran teatro del mundo (2000).
- El diario de Ana Frank (2001).
- Arsénico por favor (2002).

## Trajectòria a TV
- Manolo & Benito Corporeision (2006-2007)
- A tortas con la vida (2005-2006)
- Cuéntame como pasó
  - Una Nochebuena..., con esperanza (20 de desembre de 2001)
- Todos los hombres sois iguales
  - Avaricia (1 de enero de 1997)
  - Los padres de la novia (1 de gener de 1998)
- Hostal Royal Manzanares (1996-1998)
- Tercera planta, inspección fiscal (1991)
- Clase Media
  - La cencerrada (1 de gener de 1987)
- Teatro
  - Las entretenidas (27 de desembre de 1976)
- Música y estrellas (2 d'octubre de 1976)
- Ficciones
  - Viaje sentimental (15 de juliol de 1974)
  - El expreso de las dos (8 d'octubre de 1981)
  - El jardín de los hipopótamos (5 de novembre de 1981)
  - El adiós a la vida (10 de desembre de 1981)
- Noche de teatro
  - Los huevos de avestruz (14 de juny de 1974)
- Teatro de siempre
  - Don Juan o el amor de la geometría (21 de novembre de 1968)
- Estudio 1
  - Julieta y Romeo (17 d'agost de 1966)
  - Marea baja (2 d'abril de 1971)
  - Teresa de Jesús (19 d'octubre de 1973)
  - La decente (29 de març de 1976) Nuria
  - Delito en la Isla de las Cabras ([9 de març] de 1980
  - Mi señor es un señor (11 de maig de 1980)
  - La prudencia en la mujer (26 de octubre de 1980)
  - Una aventura en la niebla (25 de desembre de 1981)
- La casa de los Martínez (1967-1971)
- Teatro para todos
  - El cadáver de la Señora García (11 de juliol de 1965)
- Novela
  - La pesca de la sirena (22 de juny de 1964)
  - El mensaje (8 de març de 1965)
  - Las cartas (5 de juliol de 1965)
  - La familia de Alvareda (1 de desembre de 1975)
  - La gran borrachera (17 de gener de 1977)
- Mañana puede ser verdad
  - El zorro y el bosque (29 de maig de 1964)
- Sospecha
  - Cadena perpetua (16 de juliol de 1963)

## Premis
1a Setmana Internacional del Cinema de Sant Sebastià
| Categoria                                                     | Candidat                   | Resultat   |
| ------------------------------------------------------------- | -------------------------- | ---------- |
| Conquilla de Plata a la millor actriu en pel·lícula espanyola | Hay un camino a la derecha | Guanyadora |